# Salvatore Di Somma
Salvatore Di Somma (ur. 18 lutego 1984 w Castellammare di Stabia) – włoski wioślarz.

## Osiągnięcia
- Mistrzostwa Świata Juniorów – Duisburg 2001 – czwórka bez sternika – 6. miejsce[1].
- Mistrzostwa Świata Juniorów – Troki 2002 – czwórka bez sternika – 3. miejsce[1].
- Mistrzostwa Świata – Mediolan 2003 – ósemka wagi lekkiej – 5. miejsce[1].
- Mistrzostwa Świata – Gifu 2005 – czwórka bez sternika wagi lekkiej – 3. miejsce[1].
- Mistrzostwa Świata U-23 – Hazewinkel 2006 – dwójka bez sternika wagi lekkiej – 2. miejsce[1].
- Mistrzostwa Świata – Eton 2006 – dwójka bez sternika wagi lekkiej – 3. miejsce[1].
- Mistrzostwa Świata – Monachium 2007 – ósemka wagi lekkiej – 3. miejsce[1].
- Mistrzostwa Świata – Linz 2008 – ósemka wagi lekkiej – 4. miejsce[1].
- Mistrzostwa Świata – Poznań 2009 – czwórka bez sternika wagi lekkiej – 5. miejsce[1].
- Mistrzostwa Europy – Brześć 2009 – czwórka bez sternika wagi lekkiej – 5. miejsce[1].